# Exército/Movimento de Libertação do Sudão
Exército/Movimento de Libertação do Sudão (em árabe: حركة تحرير السودان; romaniz.: ḥarakat taḥrīr as-Sūdan) (abreviado como ELS ou MLS) é um grupo rebelde sudanês. Foi fundado como Frente de Libertação do Darfur por membros das tribos não-arabizadas do Darfur: os furis, os zagauas e os massalites, entre os quais estava Abdul Wahid al Nur pelos fures e Minni Minnawi pelos zagauas.

## Formação
Após o general Omar al-Bashir e a Frente Nacional Islâmica liderada pelo Dr. Hassan al-Turabi terem derrubado o governo sudanês liderado por Ahmed al-Mirghani em 1989, uma grande parte da população do Darfur (particularmente as suas tribos não-arabizadas) começaram a sentir uma marginalização crescente. Esse sentimento foi cristalizado pela publicação no ano 2000 do The Black Book, que detalhava a desigualdade estrutural no Sudão. Em 2002, Abdul Wahid al Nur, um advogado, Ahmad Abdel Shafi Bassey, um estudante e um terceiro homem fundaram a Frente de Libertação do Darfur, que posteriormente foi renomeada como Movimento de Libertação do Sudão e aclamada como representante de todos os oprimidos no Sudão.